# Kornílov
Kornílov (rus: Корнилов) i Kornílova (femení; Корнилова), de vegades Korniloff (transcripció en desús) és un cognom rus comú, derivat del nom baptismal Kornil (llatí: Cornelius).
Les persones amb aquest cognom són:
- Aleksandr Kornílov (senador) (1801-1856), governador i senador rus
- Aleksandr Aleksàndrovitx Kornílov (1862-1925), historiador rus i polític liberal
- Aleksandr Alekséievitx Kornílov, historiador rus contemporani
- Aleksandr Kornílov (remer)
- Boris Petróvitx Kornilov (1907-1938), poeta soviètic
- Denís Kornílov (1986 -), saltador d'esquí rus
- Ivan Alekseievitx Kornílov (1899-1953), general soviètic
- Ivan Petróvitx Kornílov (1811-1901), historiador rus i educador
- Konstantín Nikolàievitx Kornílov (1879-1957), psicòleg rus
- Lavr Kornílov (1870-1918), general rus i un dels líders del Moviment Blanc
- Lev Kornílov (1984 -), jugador professional de futbol de Rússia
- Piotr Ievguénievitx Kornílov (1896-?), Historiador de l'art rus
- Vladímir Kornílov (1806-1854), almirall rus, mort durant la batalla de Malakoff
- Vladímir Nikolàievitx Kornílov (b . 1928), poeta rus i escriptor de ficció
- Ievgueni Alekséievitx Kornílov (b . 1940), historiador rus i investigador de mitjans

## Altres
- Afer Kornílov, intent de cop del general Lavr Kornílov contra el Govern Provisional de Rússia en 1917
- Almirall Kornílov, creuer de l'Armada Imperial de Rússia